# 阿尔克河 (滨海塞纳省)
阿爾克河（法語：Arques，法語發音：[aʁk]）是法國的河流，位於該國北部濱海塞納省，河道全長6公里，流域面積1,050平方公里，最終在迪耶普注入英吉利海峡，平均流量每秒6立方米。

## 外部連結
- The Arques on the Sandre website （页面存档备份，存于） （法文）
- Accès aux villes et villages de France du Quid （法文）
- French Geography website （页面存档备份，存于） （法文）